# Acanthomyops mexicanus
Acanthomyops mexicanus är en myrart som först beskrevs av Wheeler 1914.  Acanthomyops mexicanus ingår i släktet Acanthomyops och familjen myror. Inga underarter finns listade i Catalogue of Life.